# انرژی تجدیدپذیر در نروژ

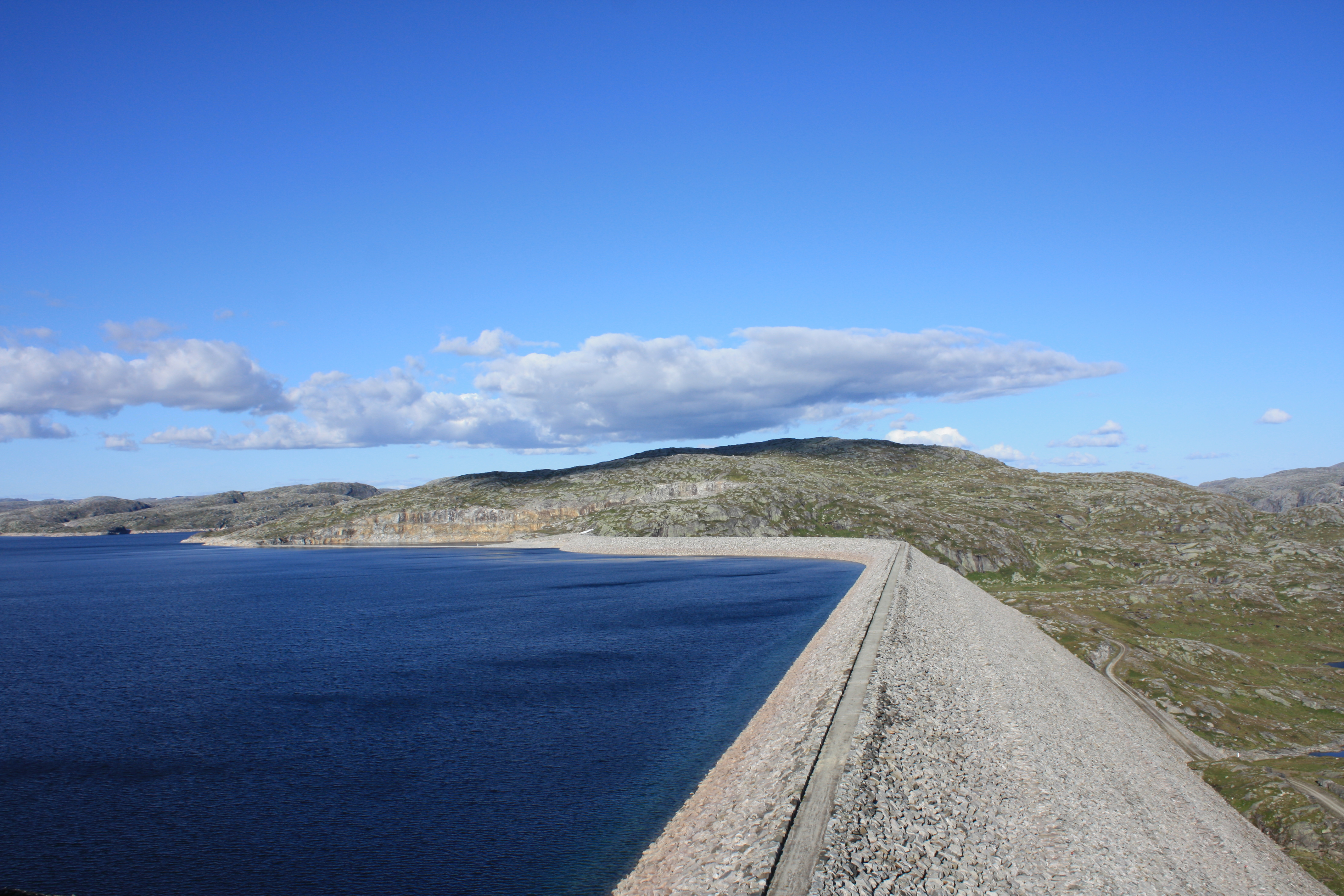
مجتمع برق آبی اولا-فوره ظرفیت نصب شده‌ای در حدود ۲۱۰۰ دارد. مگاوات

نروژ به دلیل انرژی برق‌آبی، تولیدکنندهٔ بزرگی از انرژی‌های تجدیدپذیر است. بیش از ۹۹٪ از تولید برق در سرزمین اصلی نروژ از ۳۱ نیروگاه برق آبی (۸۶ تراوات ساعت ظرفیت مخزن، ذخیره آب از تابستان تا زمستان) است. میانگین تولید برق آبی ۱۳۳ تراوات ساعت در سال است (۱۳۵٫۳ تراوات ساعت در سال ۲۰۰۷). همچنین پتانسیل زیادی در انرژی باد، انرژی باد فراساحلی و انرژی موج، و همچنین تولید انرژی زیستی از چوب وجود دارد. نروژ منابع محدودی در انرژی خورشیدی دارد، اما یکی از بزرگ‌ترین تولیدکنندگان سیلیکون درجه خورشیدی و سلول‌های خورشیدی سیلیکونی در جهان است.
| ۲۰۱۴   | ۲۰۱۵   | ۲۰۱۶   | ۲۰۱۷   | ۲۰۱۸   | ۲۰۱۹   | ۲۰۲۰   | ۲۰۲۱   | ۲۰۲۲   | ۲۰۲۳   |
| ۳۲٬۲۵۲ | ۳۲٬۳۹۴ | ۳۲٬۸۱۴ | ۳۳٬۲۵۱ | ۳۴٬۳۹۶ | ۳۵٬۹۱۲ | ۳۷٬۹۹۹ | ۳۹٬۴۰۶ | ۳۹٬۷۶۶ | ۴۰٬۱۶۱ |

## گواهینامه‌های سبز
سیستم تضمین مبدأ توسط دستورالعمل انرژی‌های تجدیدپذیر اتحادیه اروپا اجرا شد و «گواهی‌های سبز» را مبادله می‌کرد که فروش آنها در سال ۲۰۱۰، میانگین محاسبه‌شده ترکیب مصرف برق یک خانوار نروژی را از ۹۹٪ واقعی به ۳۶٪ تجدیدپذیر کاهش داد.

## انرژی برق آبی
نروژ بزرگ‌ترین تولیدکننده انرژی برق‌آبی در اروپا و ششمین تولیدکننده بزرگ در جهان است. ۹۰٪ ظرفیت متعلق به دولت است. بزرگ‌ترین تولیدکننده، دولت نروژ است که از طریق شرکت دولتی استاتکرافت، مالک نه نیروگاه برق‌آبی بزرگ و همچنین بازیگر اصلی در بازارهای بین‌المللی انرژی است. برق همچنین توسط تعدادی دیگر از شرکت‌های دولتی و خصوصی تولید می‌شود. ظرفیت تولید برق آبی حدود ۳۱. گیگاوات در سال‌های ۲۰۱۴ و ۲۰۱۹، زمانی که حدود ۱۳۲ تراوات ساعت تولید شد؛ حدود ۹۵٪ از کل تولید. تولید برق آبی می‌تواند بسته به میزان بارندگی، بین ۵۰ تا ۶۰ تراوات ساعت در سال متغیر باشد. مخازن بزرگ (روی هم رفته ۸۶ تراوات ساعت) به دلیل کاهش قابل توجه بارندگی در زمستان که مصرف در بالاترین حد خود است، ضروری هستند، در حالی که آب حاصل از ذوب یخ‌ها در تابستان که مصرف در کمترین حد خود است، به مخازن هجوم می‌آورد. وقتی مخازن پر هستند، آب اضافی باید به صورت کنترل‌شده از سرریز عبور داده شود تا از آسیب جلوگیری شود. بزرگ‌ترین مخزن، بلاشو با ۷٫۸ تراوات ساعت است.
| ۲۰۱۴   | ۲۰۱۵   | ۲۰۱۶   | ۲۰۱۷   | ۲۰۱۸   | ۲۰۱۹   | ۲۰۲۰   | ۲۰۲۱   | ۲۰۲۲   | ۲۰۲۳   |
| ۳۱٬۲۴۰ | ۳۱٬۳۷۲ | ۳۱٬۸۱۷ | ۳۱٬۹۱۲ | ۳۲٬۵۳۰ | ۳۲٬۷۹۷ | ۳۳٬۷۳۲ | ۳۴٬۰۷۵ | ۳۴٬۲۶۹ | ۳۴٬۴۰۱ |

پتانسیل آبی توسعه نیافته باقی مانده حدود ۳۴ تراوات ساعت است. تا سال ۲۰۱۰، ۷۰٪ از کل پتانسیل توسعه یافته بود که یکی از بالاترین نسبت‌ها در جهان است. ارزیابی مجدد ایمنی سد در سال ۱۹۹۵ آغاز شد و تا سال ۲۰۱۴، ۲۶ درصد از تأسیسات موجود بازسازی یا ارتقا یافته‌اند. ظرفیت تولید برق در نروژ رو به افزایش است، بین سال‌های ۲۰۰۱ تا ۲۰۱۴، ۳۹۷ پروژه جدید، بزرگتر از ۱. مگاوات. ارتقاء به نصب‌های قدیمی‌تر با حجم بیش از ۱۰ مگاوات، ۷۰ درصد از کل ظرفیت جدید را تشکیل می‌دهد. تجارت برق با انرژی بادی تولید شده در هلند، آلمان و دانمارک، اصلاحاتی را در سیستم برق آبی نروژ ایجاد می‌کند.

## انرژی باد

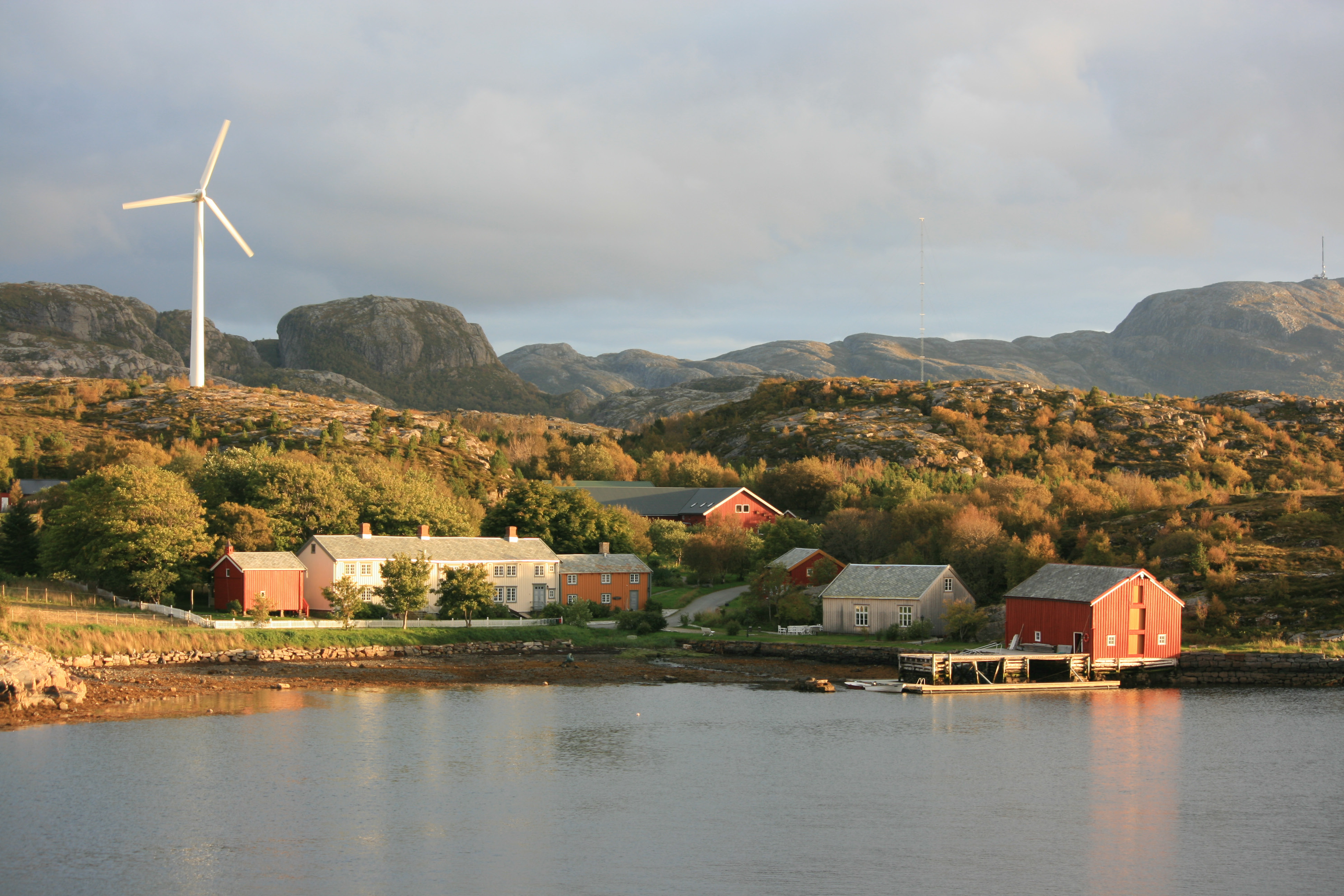
توربین بادی در شهرداری اورلند

در سال ۲۰۱۲، نروژ ۱٫۶ تراوات-ساعت (۵٫۸ پتاژول) برق بادی تولید کرد. بخش کوچکی از کل تولید آن. سال بعد، هزینه ۲۰ میلیارد را تصویب کرد کرون نروژ ظرفیت انرژی بادی خود را سه برابر خواهد کرد. ۷۰۰ مگاوات تا بیش از ۲ گرمایش جهانی تا سال ۲۰۲۰. در آگوست ۲۰۱۶، ساخت اولین پروژه آغاز شد. پروژه‌های جدید ظرفیت را در سال ۲۰۱۹ به ۲٫۴ گیگاوات و تولید را به ۵٫۵ تراوات ساعت افزایش دادند افزایش تولید برق از توربین‌های بادی می‌تواند به نروژ اجازه دهد تا تولید داخلی برق آبی خود را کاهش دهد (توربین‌های آبی را متوقف کند)، که به دلیل قابلیت ارسال، دارایی ارزشمندی در بازار بین‌المللی برق است. نروژ برای کاهش بیشتر مصرف برق آبی خود، زمانی که تولید بیش از حد انرژی بادی در دانمارک، آلمان و هلند قیمت‌ها را در آنجا کاهش می‌دهد، برق وارد می‌کند. نروژ برای توسعه بیشتر استفاده از انرژی بادی ارزان و همچنین انرژی برق‌آبی قابل توزیع، در حال بررسی خطوط انتقال جدید است تا پس از سال ۲۰۲۰، امکان تجارت مشابه با اسکاتلند و آلمان را فراهم کند. اینها خط ارتباطی دریای شمال هستند. لینک که قرار است به ترتیب در سال‌های ۲۰۲۱ و ۲۰۲۰ به صورت آنلاین عرضه شوند. یک جلسه استماع عمومی در سال ۲۰۱۹ برای توسعه بیشتر توربین‌های زمینی، بیش از هزار پاسخ دریافت کرد که اکثر آنها منفی بودند.
| ۲۰۱۴ | ۲۰۱۵    | ۲۰۱۶ | ۲۰۱۷  | ۲۰۱۸  | ۲۰۱۹  | ۲۰۲۰  | ۲۰۲۱  | ۲۰۲۲  | ۲۰۲۳  |
| ۸۵۹  | ۸۶۷ عدد | ۸۸۳  | ۱٬۲۰۷ | ۱٬۷۱۰ | ۲٬۹۱۴ | ۴٬۰۳۰ | ۵٬۰۴۹ | ۵٬۰۶۲ | ۵٬۰۶۵ |

اداره منابع آب و انرژی نروژ گزارش داد که از ابتدای سال ۲۰۲۳، نروژ ۱۳۹۲ توربین بادی عملیاتی در ۶۵ مزرعه بادی توزیع کرده است که مجموع تولید سالانه آنها ۱۶۹۲۳ گیگاوات ساعت (۱۱٪ از تولید برق نروژ) است.
ساخت دو نیروگاه بادی در فوسن(نروژ)، در مجموع ۱۵۱ توربین، در سال ۲۰۲۳ با مخالفت برخی از فعالان سامی مواجه شد. این پروژه پس از دستیابی به توافقی (پس از تقریباً یک سال مذاکره) پیش رفت که بر اساس آن توربین‌ها پس از سال ۲۰۴۰ نیز به تولید برق ادامه خواهند داد. در اواسط سال ۲۰۲۳، دولت پس از اعتراض صنعت انرژی‌های تجدیدپذیر، طرح اعمال مالیات ۴۰ درصدی بر اجاره منابع برای تولید انرژی بادی در خشکی را به تعویق انداخت. در دسامبر ۲۰۲۳، توافقی در مورد مالیات در استورتینگ (پارلمان نروژ) حاصل شد که مالیات اجاره منابع بر انرژی بادی ساحلی را ۲۵ درصد تعیین کرد و از اول ژانویه ۲۰۲۴ لازم‌الاجرا شد.

## حمل و نقل
در بخش حمل و نقل، سهم انرژی‌های تجدیدپذیر بین سال‌های ۲۰۰۵ تا ۲۰۱۰ از ۱٫۳٪ به ۴٪ افزایش یافته است و در حال حاضر نروژ یکی از بالاترین تعداد خودروهای برقی به ازای هر نفر در جهان را دارد. هدف اولیه دولت مبنی بر تردد ۵۰ هزار خودروی برقی در جاده‌های نروژ، در ۲۰ آوریل ۲۰۱۵ محقق شد، یعنی بیش از دو سال زودتر از آنچه انتظار می‌رفت. با رسیدن به موجودی ۵۰٬۰۰۰ خودروی برقی، نفوذ خودروهای برقی خالص در بازار به ۲٪ از کل خودروهای سواری ثبت شده در نروژ رسید. نفوذ این بخش در دسامبر ۲۰۱۵ از ۳ درصد گذشت. با حدود ۹۰٬۰۰۰ وسیله نقلیه کاملاً برقی ثبت شده تا اواسط سپتامبر ۲۰۱۶، بخش تمام برقی به نفوذ ۳٫۵ درصدی در بازار از کل وسایل نقلیه سبک در جاده‌های نروژ دست یافت.

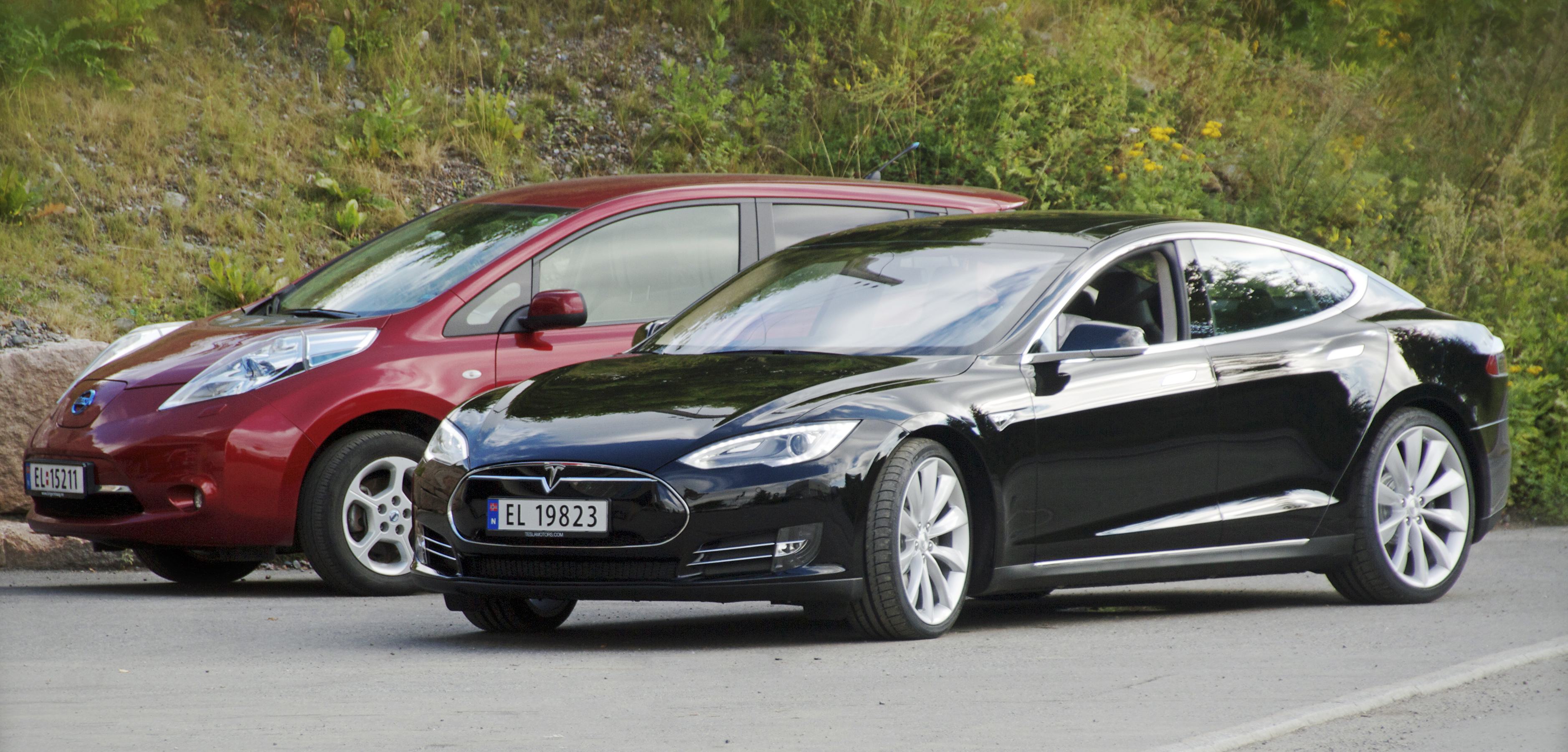
نیسان لیف تمام برقی (چپ) و تسلا مدل اس (راست) دو خودروی برقی پلاگین پرفروش در نروژ در سال ۲۰۱۴ بودند

موجودی خودروهای برقی سبک پلاگین ثبت شده در نروژ در آوریل ۲۰۱۶ از مرز ۱۰۰۰۰۰ دستگاه گذشت و این کشور را پس از ایالات متحده، چین و ژاپن به چهارمین بازار بزرگ خودروهای پلاگین در جهان تبدیل کرد. تا تاریخ آوریل ۲۰۱۶ ناوگان خودروهای برقی پلاگین نروژ شامل حدود ۸۱۵۰۰ خودروی سواری و سبک تمام برقی، تقریباً ۱۷۱۰۰ خودروی هیبریدی پلاگین و بیش از ۲۰۰۰ ون تجاری تمام برقی است. کل موجودی شامل تقریباً ۱۲۰۰۰ خودروی برقی وارداتی دست دوم است.
در فوریه ۲۰۱۶، دولت طرح پیشنهادی حمل و نقل ملی ۲۰۱۸–۲۰۲۹ را برای بحث عمومی تا ۱ ژوئیه ۲۰۱۶ آغاز کرد. این طرح توضیح می‌دهد که بخش حمل و نقل حدود ۱۶٫۵ میلیون تن CO2
```
 منتشر می‌کند که حدود یک سوم کل 
انتشار گازهای گلخانه‌ای
 تولید شده در داخل نروژ است. و ترافیک جاده‌ای، شامل خودروهای شخصی و وسایل نقلیه سنگین، حدود ۱۰ میلیون تن تولید می‌کند. سیاست‌ها و اقداماتی را برای کاهش انتشار گازهای گلخانه‌ای از خودروهای شخصی، کامیون‌ها، کشتی‌ها، هواپیماها و تجهیزات ساختمانی تا حدود نصف تا سال ۲۰۳۰ تعیین کرده است.
[
۲۵
]
```

برای دستیابی به این هدف، در کنار سایر اهداف را تعیین می‌کند که بر اساس آن، تمام خودروها، اتوبوس‌ها و وسایل نقلیه تجاری سبک جدید در سال ۲۰۲۵ باید خودروهایی با آلایندگی صفر باشند، یعنی خودروی هیدروژنی. تا سال ۲۰۳۰، ون‌های سنگین، ۷۵٪ از اتوبوس‌های جدید بین شهری و ۵۰٪ از کامیون‌های جدید باید خودروهای بدون آلایندگی باشند. همچنین، تا سال ۲۰۳۰، ۴۰ درصد از کل کشتی‌های حمل و نقل دریایی کوتاه باید از سوخت‌های زیستی استفاده کنند یا کشتی‌هایی با انتشار کم یا صفر گازهای گلخانه‌ای مانند کشتی‌های برقی باشند. استراتژی پیشنهادی بیان می‌کند که تا زمان فراگیر شدن خودروهای بدون آلایندگی، تمام خودروهای احتراق داخلی فروخته شده، هیبریدی شارژی باشند و در صورت امکان، باید از سوخت‌های زیستی استفاده شود. همچنین، سازمان‌های دولتی باید تا حد امکان از سوخت‌های زیستی، فناوری‌های کم‌آلاینده و بدون آلایندگی در وسایل نقلیه و کشتی‌های شخصی و کرایه‌ای استفاده کنند. این طرح همچنین خواستار حمایت از استقرار وسایل نقلیه با انتشار صفر، و همچنین کاهش مشوق‌های موجود است و پیشنهاد سرمایه‌گذاری بیشتر در حمل و نقل عمومی، پیاده‌روی و دوچرخه‌سواری را می‌دهد.